# Phrynobatrachus tokba
Phrynobatrachus tokba es una especie  de anfibios de la familia Phrynobatrachidae.

## Distribución geográfica
Se encuentra en Costa de Marfil, Ghana, Guinea, Guinea-Bissau, Liberia y Sierra Leona.  

## Estado de conservación
Se encuentra amenazada por la pérdida de su hábitat natural.